# Конти (Більський повіт)
Конти (пол. Kąty) — село в Польщі, у гміні Кодень Більського повіту Люблінського воєводства. Населення — 70 осіб (2011).

## Історія

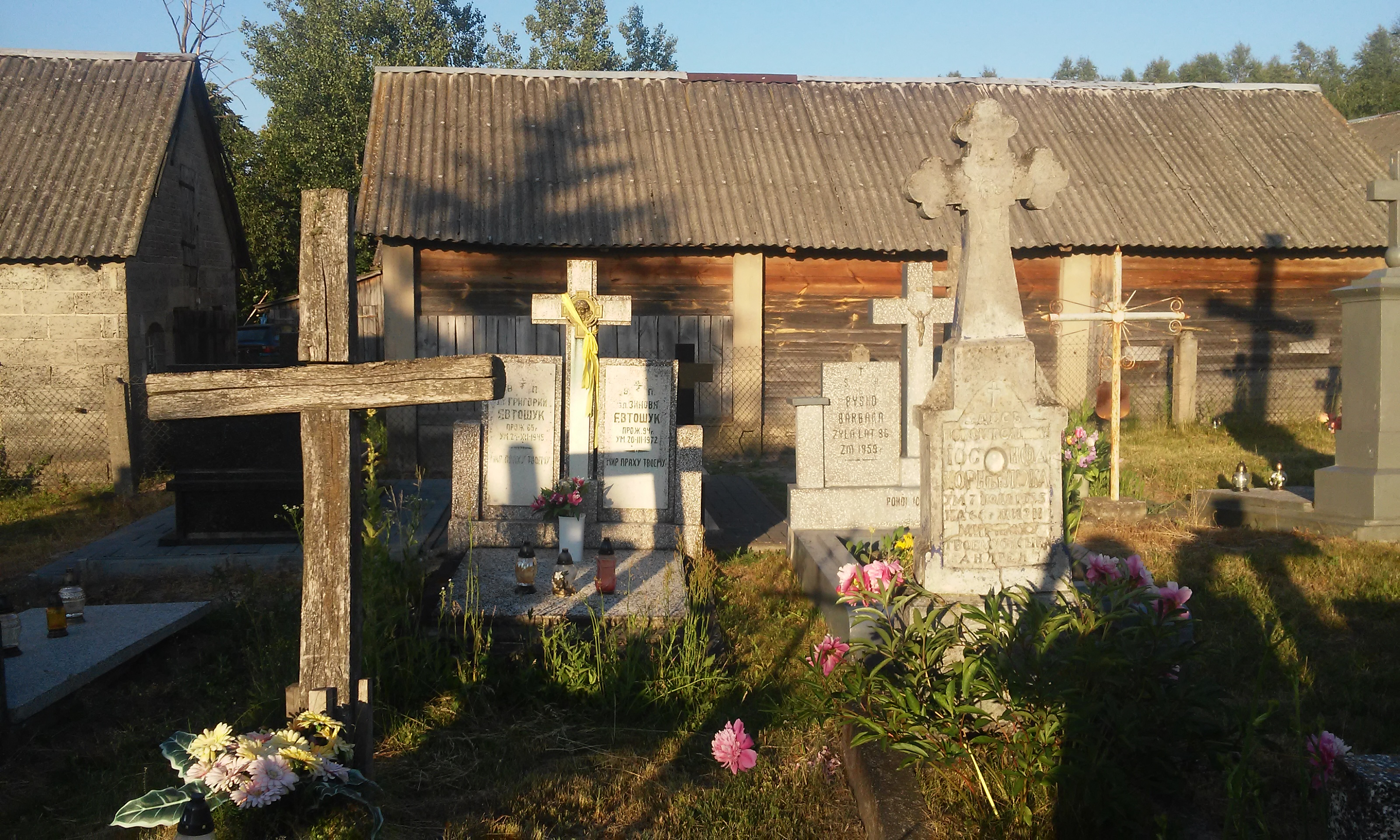
Православний цвинтар

За даними етнографічної експедиції 1869—1870 років під керівництвом Павла Чубинського, у селі переважно проживали греко-католики, які розмовляли українською мовою.
У 1944—1946 роках у селі діяла польська школа, у якій одним з предметів викладалася українська мова. Як звітував командир сотні УПА Іван Романечко («Ярий»), у 1946 році польська банда вбила в Контах українця, який працював солтисом села під час німецької окупації. У червні 1946 року польська банда Армії Крайової в ультимативній наказала усім українцям до 17 червня покинути село і виїхати за Буг.
У 1947 році під час операції «Вісла» польська армія виселила зі села на щойно приєднані до Польщі північно-західні терени багатьох українців, деяким з яких пізніше вдалося повернутися зі заслання.
У 1975—1998 роках село належало до Білопідляського воєводства.

## Населення
Демографічна структура станом на 31 березня 2011 року:
|          | Загалом | Допрацездатний вік | Працездатний вік | Постпрацездатний вік |
| -------- | ------- | ------------------ | ---------------- | -------------------- |
| Чоловіки | 36      | 2                  | 22               | 12                   |
| Жінки    | 34      | 4                  | 12               | 18                   |
| Разом    | 70      | 6                  | 34               | 30                   |